# Arturo Mélida
Arturo Mélida y Alinari (Madrid, 24 luglio 1849 – Madrid, 15 dicembre 1902) è stato uno scultore spagnolo.

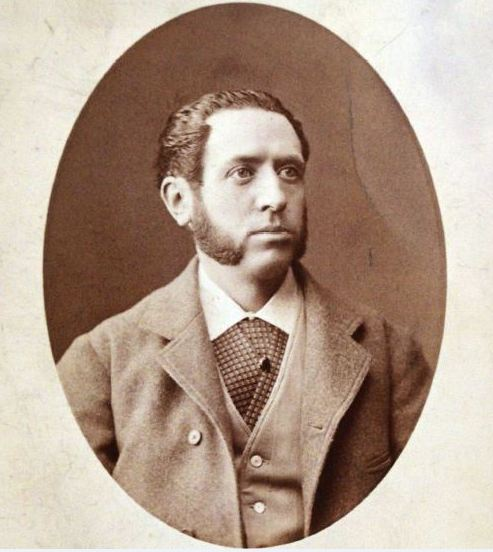
Foto di Arturo Mélida

Figlio di giuristi, si sposa il 7 maggio 1873 con Carmen Labaig, con cui ha avuto nove figli, fra i quali la scrittrice Julia Mélida. Lo stesso anno finisce i suoi studi alla Scuola Superiore d'Architettura di Madrid, dove poi diventa professore. Durante la sua vita è stato anche un discreto pittore, lavorando specialmente in ville e palazzi dell'alta borghesia della città di Madrid.
Entra a far parte della Real Academia de Bellas Artes de San Fernando nel 1899, tre anni prima della sua morte. In vita ha ottenuto la medaglia d'oro della Accademia Francese e la Gran Croce della Legion d'Onore per il lavoro svolto all'Esposizione Universale di Parigi del 1889.

## Opere
Le opere più famose di Arturo Mélida si trovano nelle città di Siviglia e di Madrid, dove ha lavorato alla Tomba di Cristoforo Colombo (opera completamente in bronzo policromato) e al Monumento a Cristoforo Colombo, nella Plaza de Colón. Nella città di Toledo ha partecipato al restauro del Monastero di San Juan de los Reyes.